# Migrantas

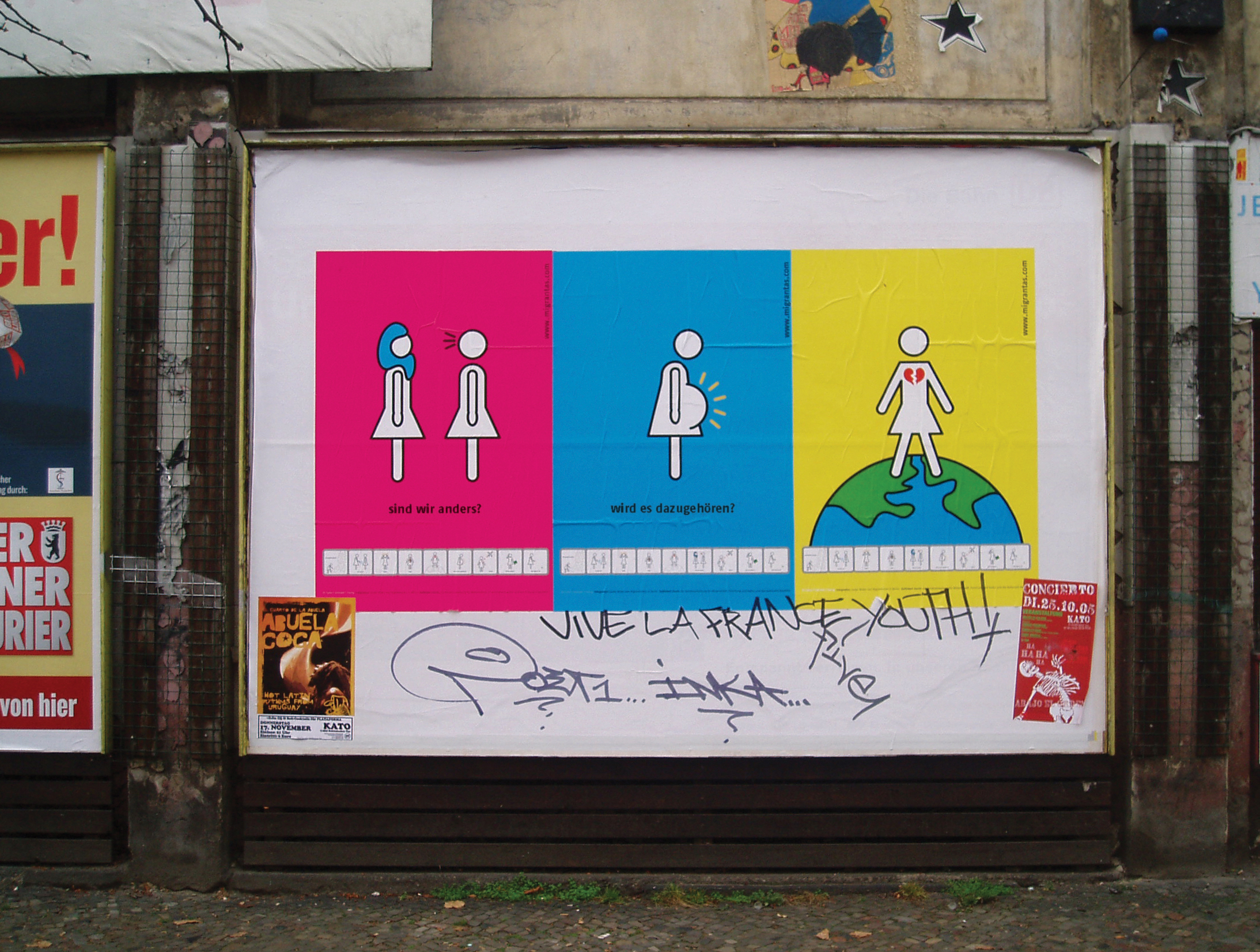
Pósteres en la calle, Berlin-Neuköln, Alemania.

Migrantas, un lenguaje visual de la migración es un proyecto surgido en 2004, como iniciativa de un grupo de mujeres migrantes profesionales de diversas áreas radicadas en la ciudad de Berlín. Se trata de un proyecto que involucra el abordaje de variadas cuestiones acerca de la migración, la identidad y el diálogo intercultural utilizando herramientas de las ciencias sociales, el arte y el diseño para promover la reflexión sociopolítica-cultural sobre la condición del migrante. Con estos proyectos, Migrantas propone hacer visible los sentimientos y reflexiones vinculados a la vida en un nuevo país. Las integrantes del equipo conciben su trabajo con otros migrantes como un diálogo horizontal.
La Alianza de Civilizaciones de las Naciones Unidas ha destacado el aspecto innovador e inclusivo de Migrantas. El proyecto promueve la participación y valorización de los migrantes, familias formadas luego de dos o tres generaciones de migraciones de trabajadores provenientes de Turquía o España (entre otros) como así también migrantes de la Europa del Este o refugiados políticos con sus familias que Berlín acogía en la postguerra.
En 2011 Migrantas fue galardonada con el premio de la Ciudad Capital Berlín a la Integración y la Tolerancia otorgado por Initiative Hauptstadt Berlin. El proyecto, que no cuenta con financiación propia, lleva a cabo desde el 2004 actividades diversas en distintas ciudades europeas.

## Actividades
Migrantas organiza talleres de producción gráfica visual de realización colectiva de migrantes, en el que se promueve el diálogo intercultural. Las muestras artísticas son acumulativas, reflejando la historicidad del ser humano y del migrante, de modo tal que desde una muestra se puede acceder a la exposición de trabajos anteriores, que son utilizados como dispositivos reflexivos. Los migrantes que participan de los talleres son invitados al debate grupal y a la realización de trabajos autobiográficos. Los trabajos de cada participante se exponen a la mirada y al comentario grupal, lo que da lugar a la elaboración posterior de pictogramas que remiten visual y conceptualmente a las ideas expresadas por los participantes. Para ello, se buscan elementos claves y temáticas constantes en los dibujos. Los pictogramas procuran ofrecer una síntesis gráfica de esas ideas, respetando la intención del dibujo original.
Posteriormente se realizan muestras y exposiciones colectivas en los espacios públicos de la ciudad de Berlín para facilitarle a los migrantes participantes y al público en general un espacio para intercambiar y evaluar sus trabajos. Esta actividad se materializa en la producción de afiches de publicidad y su masiva distribución destinadas a la exhibición en la vía pública, animaciones digitales diseñadas para medios de TV en transporte público, la distribución de postales gratuitas o la impresión de bolsas para las compras. 
De esta forma, los migrantes participantes logran conseguir un lugar de legitimidad y reconocimiento, mientras que quienes visitan las exhibiciones se acercan a las experiencias y reflexiones de los migrantes para poder ellos también materializar su vivencia en la producción de dibujos. Paralelamente, mediante acciones urbanas se instalan en el espacio público los pictogramas resultantes de aquellos talleres. Dichas intervenciones interpelan a los transeúntes y les proponen un estímulo para la reflexión.